# 1987-es Vuelta ciclista a España
Az 1987-es Vuelta ciclista a España volt a 42. spanyol körverseny. 1987. április 23-a és május 15-e között rendezték. A verseny össztávja 3921 km volt, és 22 szakaszból állt. Végső győztes a kolumbiai Luis Herrera lett.

## Végeredmény
|    | Versenyző             | Csapat           | Idő            |
| -- | --------------------- | ---------------- | -------------- |
| 1  | Luis Herrera          | Café de Colombia | 105 óra 34'25" |
| 2  | Raimund Dietzen       | Teka             | 1'04"          |
| 3  | Laurent Fignon        | Système U-Gitane | 3'13"          |
| 4  | Pedro Delgado         | PDM-Concorde     | 3'52"          |
| 5  | Óscar de Jesús Vargas | Ryalcao Postobon | 4'03"          |
| 6  | Vicente Belda         | Kelme            | 4'40"          |
| 7  | Anselmo Fuerte        | BH-Sport         | 4'59"          |
| 8  | Yvon Madiot           | Système U-Gitane | 5'25"          |
| 9  | Henry Cárdenas        | Café de Colombia | 7'08"          |
| 10 | Omar Hernández        | Ryalcao Postobon | 7'33"          |